# Szécsisziget
Szécsisziget község Zala vármegyében, a Lenti járásban.

## Fekvése
A falu a Zalai dombság Mura és Zala folyók völgyei által közrefogott területen, a Közép-Zalai dombságon, a Kerka folyó partján helyezkedik el, Lentitől 10 kilométerre, nem messze a szlovén határtól. A Cserta a falu közelében torkollik a Kerkába, amely itt töri át a zalai dombvidék meredek délnyugati nyúlványait a Lenti-Lendvai-hegy között, s köti össze a Lenti-síkságot a Muraközzel. A két patakon valaha sok vízimalom működött. A falu a Kerka teraszán, annak egyik kis szigetén épült.
A szomszédos települések: észak felől Iklódbördőce, dél felől Tormafölde, délnyugat felől Lovászi, nyugat felől pedig Kerkateskánd.

### Megközelítése
A településen észak–déli irányban a Dobri–Iklódbördőce(–Páka) közti 7539-es út halad keresztül, Lovászi felé (Kerkateskándig) pedig a 7549-es út vezet innen. A legközelebbi vasúti csatlakozási lehetőségeket Iklódbördőce megállóhely, illetve Csömödér-Páka vasútállomás kínálja, a falutól 3-6 kilométerre, a MÁV 23-as számú Rédics–Zalaegerszeg-vasútvonalán.

## Története
A 14. század óta lakott hely. A Szigeti család birtokaihoz tartozott, innen származik a falu neve is. A település először egy 1403-ból származó oklevélben tűnik fel, amely szerint Zsigmond király ekkor vette el Szigeti Pétertől Szigetet, valamint Tormafölde, Petróc, Pánfalva és Gosztola falvakban lévő birtokait. Ezeket a király Széchy Miklósnak, a veszprémi püspökség kormányzójának adományozta. Hamarosan elkészült a főúr kastélya, illetve vára is. 1437-ben egy oklevél szerint Széchy Miklós „Castellanus casteli Zygeti” (jelentése: Zygeti várnagy). Mátyás oklevelében pedig, 1458-ban, mint „Castellanus in castello seu fortalicio Zychyzygethy” szerepel (jelentése: várnagy a szécsiszigeti kastélyban).
A 16. században a falu Széchy Dénes, később fia, Péter birtoka volt, akinek halálával a család férfiágon kihalt. Tőle nővére, Julianna, Kéry Ferenc neje örökölte. Kéryné 1690-ben Szapáry Péternek és nejének, Egresdy Zsófiának adta el az uradalmat, a letenyei uradalommal együtt. I. Lipóttól ekkor kapott adománylevelet I. Szapáry Péter (1657–1699). Részt vett a török elleni harcokban, többször kitüntették bátor cselekedeteiért. Moson vármegye alispánja, később alországbíró lett. 1690-ben megkapta Muraszombat örökös ura címet.
II. Szapáry Péter és felesége építette meg a jelenlegi templomot 1750–1760 között.
III. Szapáry Péterről a következő címet olvashatjuk az 1758-ban kiadott telepített oklevélben: „Gróf Szapáry Péter, Mura-Szombath várának s ugyan azon néven nevezett nem különben Szécsi Szigeth, Vág-Beszterce örökös földesura, Fölséges római császár s magyarországi királyné aktuális komornyikja, Generális strázsamester”.
IV. Szapáry Péter csatlakozott a haza felvirágzásáért indított mozgalomhoz, 1809-ben a Magyar Nemzeti Múzeumnak ajándékozta negyvenezer forint értékű ásványgyűjteményét. A 19. század közepéig a Szapáryak birtoka maradt a falu és a hozzá tartozó uradalom. 1820 körül Szapáry Etelt gróf Andrássy Károly vette feleségül, így 1945-ig ők birtokolták az említett területeket.

## Közélete

### Polgármesterei
- 1990–1994: Ifj. Dávid István (független)[3]
- 1994–1998: Dávid István (független)[4]
- 1998–2002: Ifj. Dávid István (független)[5]
- 2002–2006: Ifj. Dávid István (független)[6]
- 2006–2010: Ifj. Dávid István (független)[7]
- 2010–2014: Dávid István (független)[8]
- 2014–2019: Nagy István (független)[9]
- 2019–2024: Nagy István (független)[10]
- 2024– : Nagy István (független)[1]

## Népessége
A település népességének változása:
| Lakosok száma | 218  | 205  | 202  | 187  | 185  | 189  | 192  |
|               | 2013 | 2014 | 2015 | 2021 | 2022 | 2023 | 2024 |

A 2011-es népszámlálás idején a nemzetiségi megoszlás a következő volt: magyar 97,6%, cigány 2,36%. A lakosok 91,66%-a római katolikusnak vallotta magát (6,5% nem nyilatkozott).
2022-ben a lakosság 94,6%-a vallotta magát magyarnak, 1,6% németnek, 1,6% cigánynak, 1,1% szlovénnek, 1,5% egyéb, nem hazai nemzetiségűnek (11,1% nem nyilatkozott; a kettős identitások miatt a végösszeg nagyobb lehet 100%-nál). Vallásuk szerint 64,3% volt római katolikus, 1,1% református, 0,5% görög katolikus, 0,5% egyéb katolikus, 2,7% felekezeten kívüli (30,8% nem válaszolt).

## Nevezetességei
- Andrássy-kastély

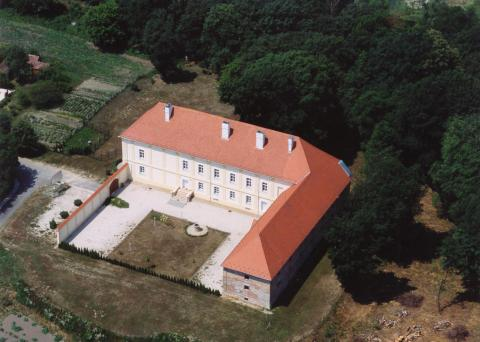
A kastély légi felvételen

A Kossuth utca 27. számú telken magasodik a Szapáry család 18. században épített kastélya, amelyet a szécsiszigeti vár egy részének a felhasználásával építettek.
- Római katolikus templom

Szapáry Péter építtette 1750–60 között az egyhajós, gazdag szobordíszítésű barokk templomot. Homlokzati tornyán volutás kapu, felette Szapáry-címer és lantablak szentély mögött nagy méretű sekrestye van felette oratórium. Szentélyrácsa faragott kőfonatos, ajtaja kovácsoltvas, rokokó szószéke domborművel díszített. Freskóit Johannes Pöchl festette. Az orgonát Anton Rőmer grazi mester 1763-ban, szép barokk kelyhét és úrmutatóját Szapáry József 1757-ben készíttette.
- Vízimalom

A Kerka holtága mellett álló vízimalom a Szapáry–Andrássy-uradalom részeként épült. 1953-ig üzemelt, 1968-ban a folyót szabályozták és 200 méterrel keletebbre terelték. A malom szerkezetén kívül a molnárok tárgyai is láthatók, valamint az egykori zalai vízimalmok fényképei.
- Bivalyrezervátum

A házibivaly (Bos bubalus domesticus) őse az ázsiai vagy indiai vadbivaly (Bos bubalus arnee). Háziasítása kb. 6000 évvel ezelőtt történt. Magyarországra a 6. század közepén az avarok hozták be. Erdélyben és Szatmárban kis gazdaságokban, míg Somogy és Zala vármegyében a nagy gazdaságokban tenyésztették. A szarvasmarhánál igénytelenebb, de hidegre és melegre érzékeny állat.
A szécsiszigeti bivalyrezervátumot a Kerka-mente Natúrpark Egyesület alapította 1999-ben. Célja a génmegőrzés, a bemutatás, a legelők természeti értékeinek és a tájképi értékeinek megőrzése. Szécsiszigeten a nemkívánatos beltenyészet elkerülésére két különböző tenyészetből való bivalycsorda lett telepítve. A Kerka holtága és a körülötte kialakult ingoványos terület megfelelő környezetet biztosít a bivalyoknak.